# Kálmán Mizsei
 (avril 2024).
Kálmán Mizsei, né le 8 juin 1955 né à Budapest est un économiste, banquier et homme politique hongrois.

## Biographie
Il a fait ses études d'économie à l'Université Corvinus de Budapest.
Il a dirigé la Mission de conseil aux forces de sécurité intérieure ukrainiennes de 2014 à 2016.